# Pelasgus epiroticus
Pelasgus epiroticus – gatunek słodkowodnej ryby z rodziny karpiowatych (Cyprinidae). Nie ma znaczenia gospodarczego. Jest krytycznie zagrożony wyginięciem.

## Występowanie
Jezioro Ioannina w Grecji. Występowanie w rzece Louros jest wątpliwe.

## Opis
Osiąga do 10 cm długości standardowej.